# Ken Catchpole
Pour les articles homonymes, voir Catchpole.
Pas d'image ? Cliquez ici

a Compétitions nationales et continentales officielles uniquement.

b Matchs officiels uniquement.
 Kenneth William Catchpole, dit Ken Catchpole, né le 21 juin 1939 à Paddington, un quartier du centre-ville de Sydney en Australie, et mort le 21 décembre 2017, est un joueur australien de rugby à XV.
Évoluant au poste de demi de mêlée, il est international à vingt-sept reprises entre 1961 à 1968. Il inscrit neuf points, trois essais, pour cette équipe, dont il occupe le rôle de capitaine à treize reprises. Considéré comme l'un des meilleurs demi de mêlée à son époque, il est introduit au sein du temple de la renommée IRB.

## Biographie

### Famille
Ken Catchpole est né Paddington, quartier de Sydney en Nouvelle-Galles du Sud. Il est l'un des deux fils de Walter Arthur Catchpole qui travaille dans un magasin de bois et de Bessie Mary Hicks qui est couturière. Son frère Robert, de quatre ans son ainé est également joueur de rugby, évoluant au club de Randwick.

### Carrière
Souffrant d'eczéma et d'asthme durant sa jeunesse, Ken Catchpole pratique la natation, ce qui lui permet de se libérer de ce problème au début de son adolescence. Il découvre le rugby à dix ans au Coogee Prep School. Deux ans plus tard, il joue avec Scots College où il fait partie de la première équipe trois années consécutivement de 1955 à 1957. Il rejoint l'université de Sydney pour étudier les sciences avant de rejoindre le club de Randwick en raison de la présence d'une équipe des moins de 21 ans. Après seulement un an avec cette équipe, il joint l'équipe première. La même année, en 1959, il fait partie de la sélection représentant la New South Wales Rugby Union qui rencontre et bat les Lions britanniques et irlandais sur le score de 18 à 14 lors de la tournée de ces derniers en Australie et Nouvelle-Zélande (en). L'année suivante, ce sont les All Blacks, lors de la tournée de ces derniers en Australie puis Afrique du Sud qu'il affronte avec la New South Wales Rugby Union, rencontre où il est capitaine et où les Néo-Zélandais s'imposent 27 à 0.
En 1961, il fait partie des onze joueurs à débuter sous le maillot de l'équipe d'Australie lors du premier des trois tests des Fidji en tournée en Australie,. Il est désigné capitaine, inscrivant un essai lors de la victoire 24 à 6. il est alors le troisième plus jeune capitaine des Wallabies, derrière Jimmy Flynn en 1914 et Trevor Allan en 1947. Il conduit son équipe à deux nouvelles victoires face aux Fidji. Il est également désigné capitaine pour la tournée en Afrique du Sud où les Wallabies affrontent à deux reprises les Springboks. Les Australiens s'inclinent 28 à 3 à Johannesbourg puis 23 à 11 à Port Elizabeth. En août, bien que malade, il est le capitaine de l'équipe qui s'incline 15 à 8 face aux Français à Sydney.
L'année suivante, il affronte les All Blacks avec les Wallabies. C'est d'abord les Néo-Zélandais qui effectuent une tournée sur les mois de mai et juin, remportant les deux tests, 20 à 6 à Brisbane puis 14 à 5 à Sydney. Ls deux équipes se retrouvent ensuite en Nouvelle-Zélande avec trois tests au programme. Gêné durant par une déchirure du tendon, Catchpole ne dispute pas le premier test de Wellington, remplacé par Ken McMullen. Lors du match de Dunedin, il est associé pour la première fois à Phil Hawthorne, qui a fait ses débuts internationaux le test précédent. Les Néo-Zélandais remportent ce match 3 à 0 au Carisbrook. Blessé à la hanche, Catchpole est remplacé par McMullen pour le dernier test.
Les Wallabies se rendent en Afrique du Sud en 1963 pour une tournée avec quatre tests contre les Springboks. En raison d’une fracture d’un os du métacarpe, Catchpole est absent du premier test de Pretoria, perdu par son équipe 14 à 3, mais il est présent pour le deuxième test disputé au Newlands du Cap. Les Wallabies s'imposent 9 à 5, puis sur le score de 11 à 9 à Johannesbourg, devenant ainsi la première sélection à remporter deux test consécutivement sur le sol sud-africain. Les  Springboks partagent la série en remportant le test de Port Elizabeth sur le score de 22 à 6.
Les Wallabies se rendent de nouveau en Nouvelle-Zélande en 1964, pour une tournée ponctuées de trois tests. Après une première défaite 14 à 9 à Dunedin, les Wallabies s'inclinent 18 à 3 à Christchurch dans une rencontre où l'ancien demi de mêlée Desmond Connor s'avère décisif pour sa nouvelle équipe. Lors du dernier test, les Australiens s'imposent à Wellington sur le score de 20 à 5 en infligeant aux Néo-Zélandais l'une des plus grandes défaites de leur histoire. Les Wallabies reçoivent en 1965 les Springboks dont le principal objectif est toutefois les quatre tests prévus face aux All Blacks après les deux face aux Australiens. Ces derniers s'imposent 18 à 11 à Sydney puis 12 à 8 à Brisbane.
En 1966, ce sont les Lions qui effectuent une tournée en Australie et Nouvelle-Zélande. Les Australiens subissent deux défaites lors des deux tests, 11 à 8 à Sydney et 31 à 0 à Brisbane. Ce score constitue la plus grande victoire de l'histoire des Lions lors d'un test,. Les Australiens débutent en fin de cette année 1966 une tournée dans îles britanniques et en France, avec cinq tests contre les cinq équipes du tournoi des Cinq Nations. Le capitaine John Thornett empeché de joueur en raison d'impétigo, Catchpole assure le rôle de capitaine. Les Australiens s'imposent à Cardiff face aux Gallois, vainqueurs du dernier tournoi sur le score de 14 à 11. Battus par les Écossais, ils battent les Anglais à Twickenham sur le score de 23 à 11, plus grande défaite des Anglais à Twickenham, Le président de la RFU D.H.Harrison déclare alors que Catchpole, auteur d'un essai, est le grand demi de mêlée du monde. Les Australiens perdent ensuite le match face aux Irlandais. Après ces quatre tests, ils remportent par 17 à 11 le math face aux Barbarians, cette victoire étant la première des Australiens face aux Barbarians après deux défaites. Puis malgré le retour de leur capitaine, les Australiens s'inclinent face aux Français sur le score de 20 à 14.
Thornett ayant pris sa retraite internationale, c'est Catchpole qui reprend le rôle de capitaine lors du match suivant des Wallabies, contre l'Irlande, match perdu 11 à 5, Catchpole inscrivant le seul essai de son équipe. En août, il est de nouveau capitaine des Wallabies qui s'inclinent 29 à 9 à Wellington face aux All Blacks dans le cadre du 75e anniversaire de la Fédération néo-zélandaise.
Il met fin à sa carrière prématurément à la suite d'une grave blessure lors du second test match contre la Nouvelle-Zélande en 1968 : Colin Meads, tire sur la jambe de Catchpole lors d'un regroupement, mais celui-ci, bloqué, se déchire les ischio-jambiers de l'os, et se rompt ses muscles de l'aine.

## Palmarès

### Statistiques
Ken Catchpole dispute 27 tests avec les  Wallabies, entre le 10 juin 1961 à Brisbane contre les Fidji et le 15 juin 1968 à Sydney contre la Nouvelle-Zélande. Il inscrit neuf points, trois essais.
Il dispute treize de ces matchs en tant que capitaine, rencontres où il inscrit les trois essais qu'il marque pour les Wallabies.

## Distinctions
En 2013, il fait partie de la promotion introduite au sein du temple de la renommée IRB, promotion dont font partie les Australiens Tom Lawton, John Thornett, Mark Ella, David Campese et George Gregan.
Kan Catchpole est également honoré de nombreuses fois en Australie : titulaire de la médaille de l'ordre de l'Australie en 2001, il est aussi introduit au sein du The Sport Australia Hall of Fame en 1985,. En 2013, il fait partie des quatre premiers joueurs à être introduit au sein des Inside Rugby's Invincibles, Hall of Fame établit par le magazine Inside Rugby's, lors d'une cérémonie à Sydney où les trois autres joueurs sont Mark Ella, David Campese et Colin Windon.
La New South Wales Rugby Union décerne chaque année la Catchpole Medal au meilleur joueur de rugby à XV de l'état.

## Style de jeu
Ken Catchpole est un demi de mêlée complet, adroit dans la distribution vers ses arrières ou pour trouver des failles dans la défense adverse. C'est également un excellent défenseur. C'est un joueur petit et puissant, et très endurant, s'avérant souvent efficace en fin de rencontre où sa fraicheur fait la différence, tant en défense qu'en attaque. En début de carrière, il travaille énormément sa passe, les sélectionneurs lui reprochant alors la faible longueur de celle-ci.